# Paolo Taviani
Paolo Taviani (San Miniato, 8 november 1931 – Rome, 29 februari 2024) was een Italiaans filmregisseur.
Paolo Taviani debuteerde samen met zijn broer Vittorio in de jaren vijftig. Aanvankelijk draaiden ze documentaires. Vanaf 1962 regisseerden ze ook speelfilms. De broers braken internationaal door met hun film Padre padrone (1977) die de Gouden Palm won op het Filmfestival van Cannes. Daarnaast wonnen ze met het docudrama Cesare deve morire (2012) de Gouden Beer op het Filmfestival van Berlijn. Hun gestileerde films zijn doordrongen van symboliek, maar zijn toch toegankelijk voor een breed publiek. Ze spelen zich dikwijls af in het zuiden van Italië. Tot het overlijden van Vittorio Taviani werkten de broers Taviani altijd samen.
Taviani overleed na een kort ziekbed op 92-jarige leeftijd.

## Filmografie
- 1962 - Un uomo da bruciare
- 1967 - I sovversivi
- 1968 - Sotto il segno dello scorpione
- 1974 - Allonsanfàn
- 1977 - Padre padrone
- 1982 - La notte di San Lorenzo
- 1984 - Kaos
- 1987 - Good morning Babilonia
- 1990 - Il sole anche di notte
- 1993 - Fiorile
- 1996 - Le affinità elettive
- 1998 - Tu ridi
- 2001 - Resurrezione
- 2004 - Luisa Sanfelice
- 2007 - La masseria delle allodole
- 2012 - Cesare deve morire
- 2015 - Maraviglioso Boccaccio